# Zhuanlong
Zhuanlong är en köping i Kina. Den ligger i provinsen Yunnan, i den sydvästra delen av landet, omkring 95 kilometer norr om provinshuvudstaden Kunming. Antalet invånare är 28 472. Befolkningen består av 14 006 kvinnor och 14 466 män. Barn under 15 år utgör 20,0 %, vuxna 15-64 år 68 %, och äldre över 65 år 10,0 %.
Genomsnittlig årsnederbörd är 904 millimeter. Den regnigaste månaden är juni, med i genomsnitt 187 mm nederbörd, och den torraste är januari, med 8 mm nederbörd.